# Leben? Oder Theater?

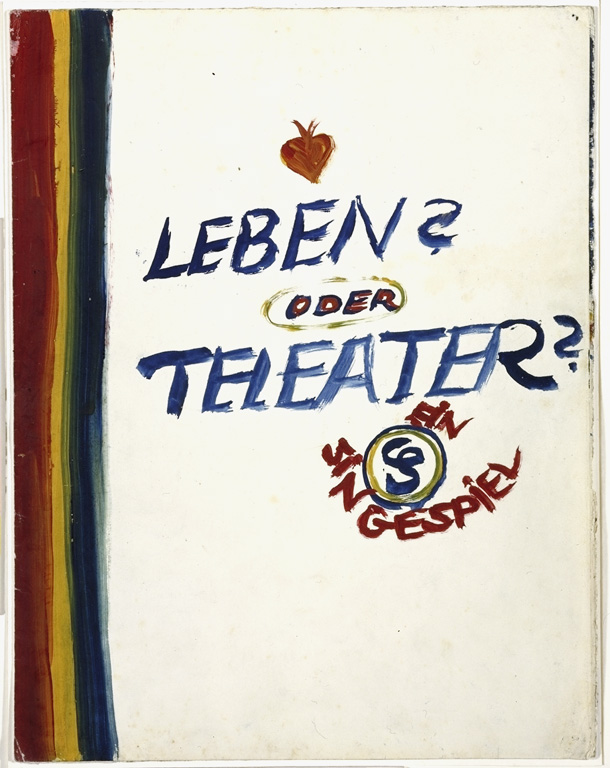
Titelblatt der Bildfolge

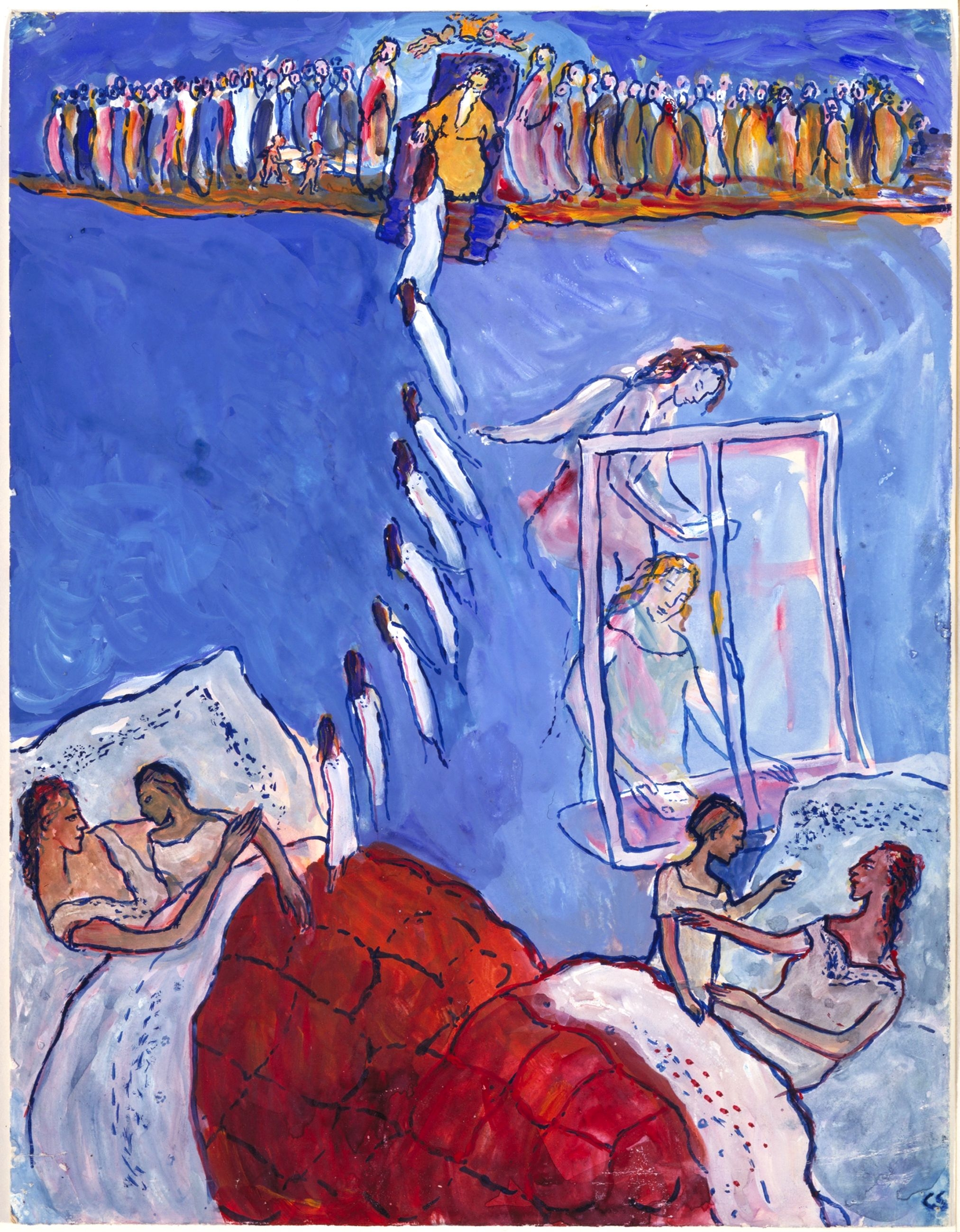
Charlotte zusammen mit ihrer Mutter Franziska im Bett. Das Bild spielt auf das Weihnachtslied Am Weihnachtsbaum die Lichter brennen an. Rechts das Fenster in der Berliner Wohnung, aus dem die Mutter 1926 in den Tod sprang

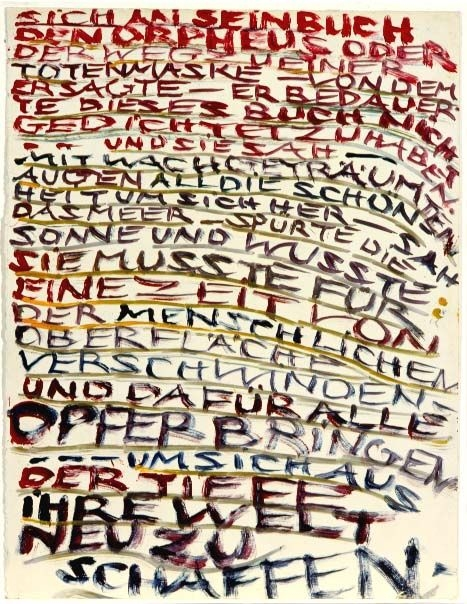
Textblatt

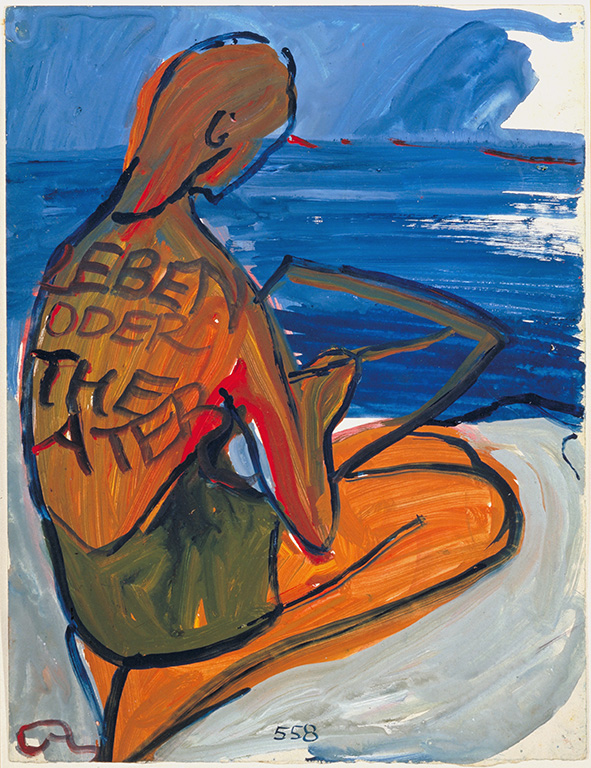
Selbstbildnis, Charlotte malend am Strand, ihr letztes Bild

Leben? Oder Theater? ist der Titel eines zwischen den Jahren 1940 und 1942 entstandenen Werkzyklus der Berliner Malerin Charlotte Salomon. Er umfasst 1325 Bilder in der Maltechnik Gouache auf Papier, zum Teil versehen mit Texten und Musiktiteln. Es ist das Hauptwerk der Künstlerin und beschreibt und illustriert auf eindringliche Weise ihr Leben während einer Krise im südfranzösischen Exil. Die dabei angewendete Verschmelzung von Bild- und Textebene – „wie Szenenbilder einer Theaterinszenierung oder eines Drehbuchs“ – entspricht dem, was später als Graphic Novel bekannt wurde. Im Jahr 1943 wurde Charlotte Salomon (geboren 1917) denunziert, daraufhin nach Auschwitz deportiert und ermordet.

## Beschreibung
Die Bilder sind in der Maltechnik Gouache auf Papier ausgeführt und haben das Format 32,5 × 25 cm. Einige Blätter der Serie sind mit Text auf Transparentpapier gemalt und sollen, nach dem Konzept der Künstlerin, auf die dazu passenden Bilder gelegt werden. Gewidmet ist das Werk Charlottes amerikanischer Freundin und Unterstützerin im französischen Exil, Ottilie Moore. Ottilie Moore, mit deutschen Wurzeln, hatte einen reichen amerikanischen Offizier geheiratet, besaß in Villefranche-sur-Mer die Villa L’Ermitage und nahm Verfolgte des Naziregimes bei sich auf. Seit 1933 lebten Salomons Großeltern mütterlicherseits in einem kleinen Haus ebenfalls auf dem Grundstück.
Charlotte Salomons Lebenskrise ist sowohl auf die Judenverfolgung der Nationalsozialisten als auch auf tragische Vorfälle innerhalb ihrer Familie zurückzuführen. Sowohl ihre Mutter (1926), eine Tante (1913), als auch ihre Großmutter (1940) nahmen sich das Leben. Um nicht selbst verrückt zu werden (Zitat Charlotte Salomon), begann sie ihr Leben im erzwungenen französischem Exil in konzentriert verdichteter, aber auch ironisch-spöttischer Form als bildliches Theaterstück oder Singespiel (französisch: Opérette) zu beschreiben.
Gegliedert ist das Werk – Charlotte nennt es auch Singespiel in drei Farben – in drei Teile. Im Prolog, der die Zeit von 1913 (Suizid der Tante) bis zum Jahr 1937, also die Zeit ihrer Kindheit und Jugend beschreibt, dominiert die Farbe Blau. Der darauf folgende Hauptteil, der ihr Verhältnis zu ihrer großen Liebe, dem Gesangspädagogen Alfred Wolfsohn beschreibt, ist vorwiegend in rot gemalt. Im Epilog, der die Zeit von 1939 bis 1942, ihr Exil in Südfrankreich, behandelt, herrscht das Gelb vor. Darüber hinaus gibt es in jedem Teil Kapitel, Akte, Aufzüge und Szenen, die das Konzept eines Singspiels verdeutlichen. Die Blätter zeigen in kurzen comichaften und filmisch inspirierten und geschnittenen Szenen ihr Leben im Berlin der großbürgerlichen assimilierten liberalen jüdischen Familien, und dann im französischen Exil. Es gilt heute als modernes biographisches Kunstwerk, das mit Nahsichten, ungewohnten Perspektiven, Bildfolgen und angeschnittenen Motiven eine neue, modern erscheinende Bildsprache verwendet. Die Intention der Künstlerin war eine theaterhafte Inszenierung ihrer Lebensbilder. Zwischen diese Bilder montiert sie Texte zur Erläuterung, aber auch Musiktitel, um beim Betrachten passende musikalische Assoziationen zu erwecken.

## Inhalt
Charlotte Salomon beschreibt zunächst Szenen aus ihrer Jugend bis zum Jahr 1937. Wichtige Personen ihres Lebensumfeldes treten auf, aber alle mit veränderten Namen. Salomon beginnt den Bilderzyklus mit ihrer Kindheit und Jugend und lässt ihre Tante, die 1913 Suizid begangen hatte, erscheinen. 1926 beging ihre Mutter ebenfalls Suizid. 1930 heiratete ihr Vater erneut; er heiratete die Sängerin Paula Lindberg – von Salomon geliebt und bewundert. Sie war eine intellektuelle weltgewandte Frau, und ihr wird in dem Werk ein breiter Raum gewidmet. Ihrer Stiefmutter Paula Lindberg gibt sie den leicht ironischen Namen Paulinka Bimbam.
Einen weiteren bedeutenden Teil von Theater? oder Leben? nehmen Personen aus dem nun musikalischen Umfeld der Familie ein. Besonders der Musiker und Korrepetitor Alfred Wolfsohn, 1937 vermittelt über den Kulturbund Deutscher Juden, den Salomon wegen seiner exotisch erscheinenden psychologisch unterfütterten Musikphilosophie zwar sehr stark verehrte, den aber Paula Lindberg eher belächelte, spielte eine große Rolle in ihrem Werk. Dieser wichtigen Figur aus ihrer Lebensgeschichte gab Salomon den Namen Amadeus Daberlohn in Anspielung auf W. A. Mozart, bezüglich des Vornamens. Der Mann war nicht wohlhabend, sondern als unbekannter Musiker von der Wohltätigkeit und dem Lohn der Paula Lindberg abhängig. Daher verpasste ihm Salomon den Nachnamen Daberlohn, nach dem Wort darben oder hungern. Durch die ganze Bilderserie ziehen sich Zitate dieses Musikers, der wohl einen großen Eindruck auf Salomon gemacht hatte und die an ihn glaubte. Er war es auch, der Salomons außergewöhnliche künstlerische Begabung erkannte und sie ermutigte, diesen Weg zu gehen. Er war sozusagen ihr Rückhalt in der späteren Lebenskrise. Seine Geschichte erzählt Salomon als Romanze. Daneben gibt es weitere Personen, deren Eitelkeiten und Attitüden sie ebenfalls ironisch mit musikalischen Wortspielen kommentiert. Ihre Großeltern schließlich bilden ein disharmonisches, dissonantes Element dieses bildlich-musikalischen Theaterstücks. Die Großmutter hat sich 1940 im Exil aus Angst vor den vorrückenden Deutschen das Leben genommen. Salomon gab den ungeliebten Großeltern den Namen Ehepaar Dr. Knarre (Ottilie Moore bot Salomon oft in ihrer Wohnung die Möglichkeit ihren Großeltern, die ihre Malerei absolut missbilligten, und später ihrem Großvater, zeitweise zu entgehen). Salomon selbst taucht unter dem Namen Charlotte Kann auf; sie gibt sich wehrhaft und trotzig gegen den befürchteten Familienfluch des Suizids, nachdem sie die Nächste wäre. Sie kann dem also entrinnen.

## Verbleib der Bilder, Ausstellung
Unmittelbar vor ihrer Verhaftung übergab Salomon 1943 in Villefranche-sur-Mer ein verschnürtes Bündel mit der Aufschrift Eigentum von Mrs. Moore an den ihr vertrauten Arzt Dr. Georges Moridis. Es enthielt ihr künstlerisches Lebenswerk mit den Blättern der Serie Leben? Oder Theater? und auch andere Arbeiten. Moridis versteckte die Hinterlassenschaft in seinem Hauskeller in der Avenue Maréchal-Joffre, wo sie den Krieg überlebte. Ottilie Moore, die Unterstützerin Salomons, der das Werk auch gewidmet ist, und die im September 1941 mit ihrer Tochter und neun Kindern von Verfolgten ins amerikanische Exil ging, aber nach dem Kriegsende wieder nach Villefranche zurückkehrte, übergab die Bilder im Jahr 1947 an Charlottes Vater, Albert Salomon und seine Frau Paula Lindberg, die in Amsterdam der Deportation entgangen waren. Sie waren nach Villefranche gekommen, um nach Spuren ihrer Tochter zu suchen. 1959 gaben sie die Arbeiten Willem Sandberg weiter, dem damaligen Direktor des Amsterdamer Stedelijk Museums, der 1961 eine erste Ausstellung organisierte. Danach wurde eine Auswahl in Locarno gezeigt, dann im Frühjahr 1962 auch in Israel. 1965 waren die Arbeiten in Berlin zu sehen und in anderen deutschen Städten. 1971 ging das Werk Salomons an das Amsterdamer Jüdische Museum, das die Arbeiten seitdem im Auftrag einer Stiftung bewahrt, konserviert und für Ausstellungen zur Verfügung stellt.
Weitere Ausstellungen:
- 1983/1984: USA und Kanada
- 1992: Paris, Centre Georges-Pompidou
- 1998: London, Royal Academy of Arts
- 2004: (18. Juni – 22. August 2004), Städelsches Kunstinstitut und Städtische Galerie, Frankfurt/Main
- 2006: Paris, Musée d’art et d’histoire du Judaïsme
- 2007: (17. August – 25. November 2007), Jüdisches Museum Berlin[6]
- 2012: Kassel documenta 13
- 2015: (28. Februar – 25. Mai), Kunstmuseum Bochum[7]
- 2015: Villefranche-sur-mer
- 2016: Nizza, Musée Masséna
- 2023: (31. März – 10. September), Städtische Galerie im Lenbachhaus

## Rezeption
- Ende der 1970er Jahre begann der niederländische Filmemacher Frans Weisz die Arbeit an einem Film mit dem Titel Charlotte, nach einem Szenario von Judith Herzberg, der 1980 in Venedig uraufgeführt wurde.
- Zeitgleich, und zum Film ergänzend, erschien der Band Charlotte Salomon, Leben oder Theater? Ein autobiographisches Singspiel in 769 Bildern herausgegeben von dem Kunsthistoriker Gary Schwartz.
- Ihre Geschichte wurde von David Foenkinos in seinem 2014 erschienenen Roman Charlotte nacherzählt.[8][9]
- Der französische Komponist Marc-André Dalbavie hat 2014 Motive aus dem Werk zu einer Oper verarbeitet, die unter dem Titel Charlotte Salomon in der Salzburger Felsenreitschule aufgeführt wurde. Das Libretto stammt von Barbara Honigmann, Regie führte Luc Bondy und das Bühnenbild stammte von Johannes Schütz.[10][11]

Auch die Kulturwissenschaft befasst sich seit einiger Zeit verstärkt mit dem Werk Charlotte Salomons. Der Musikwissenschaftler Thomas Schinköth bezieht sich beispielsweise auf einen vermeintlichen Schreibfehler auf dem Titelblatt. Dort hat Charlotte das H im Wort THEATER merkwürdig dargestellt. Nach seiner Ansicht könnte es auch TELEATER heißen, ein Kunstwort, das eine Fernsicht mit einschließen soll. Die Malerin tritt in ihrem Werk also aus sich heraus, hält Distanz und blickt von außen aus der Ferne auf ihr Leben. Sie erzählt von sich als Charlotte Kann in der dritten Person. Leben? Oder Theater? ist daher weitaus mehr, als eine einfache Autobiografie, denn das Werk lässt die Trennlinie zwischen Lebensbericht und Kunstwerk verschwimmen.

## Weblink
- Online-Präsentation des Werks auf der Internetseite des Joods Historisch Museum (niederländisch und englisch)